# Ekhard II van Meißen

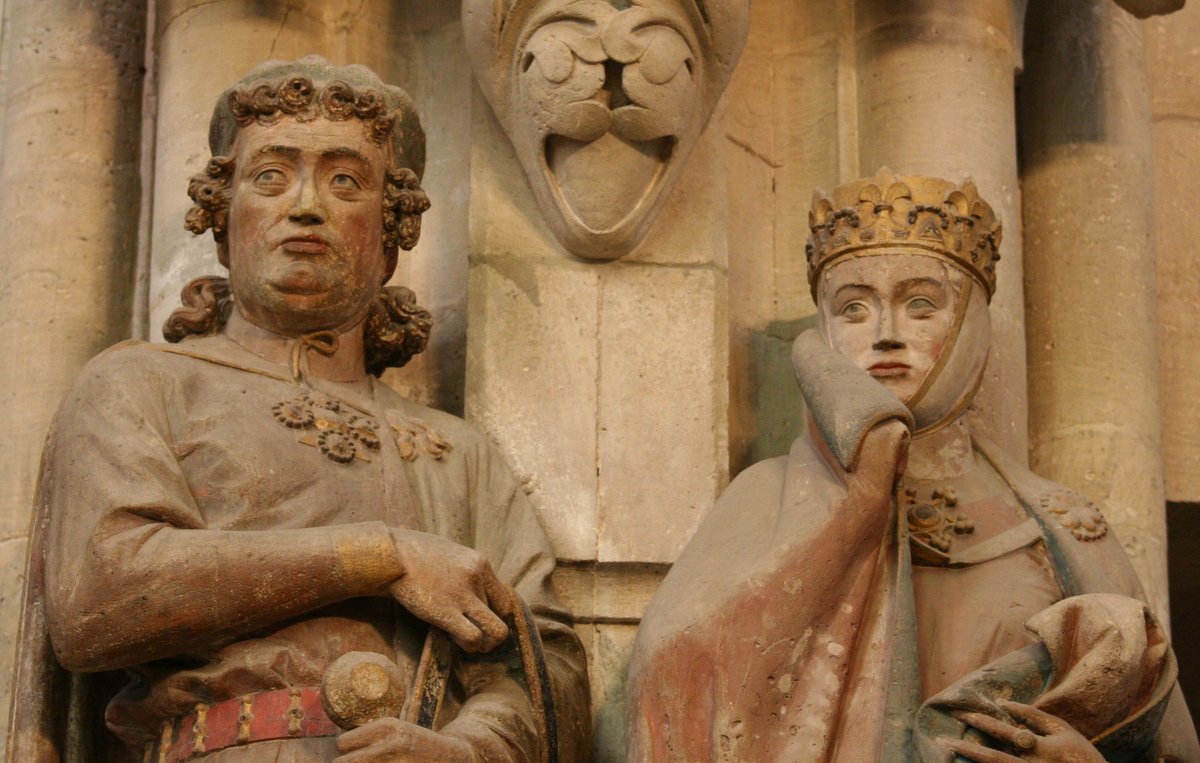
Geïdealiseerde portretten van Ekhard II en Uta in de Dom van Naumburg.

Ekhard of Ekkehard (rond 985 - 24 januari 1046), afkomstig uit het adellijke geslacht van de Ekhardijnen, was graaf in de gouw Chutizi en in de Burgward Teuchern. Hij was een zoon van markgraaf Ekhard I van Meißen en Swanehilde Billung, dochter van Herman Billung. Hij was vanaf 1034, als Ekhard I, markgraaf van Lausitz, en vanaf 1038, als Ekkehard II, markgraaf van Meissen.

## Leven
De invloed van de markgraaf was door zijn politiek en militair strategisch belangrijke gebied zo sterk, dat de Ekhardijnen naaste raadsheren van keizer en vorsten werden.
Hij was met Uta van Ballenstedt getrouwd. Het huwelijk bleef kinderloos. Ekhard II en zijn vrouw Uta waren onder de twaalf oprichters van de Dom van Naumburg, die een standbeeld kregen in het westelijk koor van de Dom.
Met Ekhard II kwam er een einde aan het geslacht van de Ekhardijnen. Hij en zijn broer Herman I van Meißen verplaatsten op verzoek van keizer Koenraad II de zetel van het bisdom Zeitz naar Naumburg en lieten een aanzienlijk deel van hun nalatenschap na aan de Stiftskerk Sint-Cyriacus te Gernrode in Uta's thuisland.
Samen met aartsbisschop Bardo van Mainz voerde Ekhard II in 1040 het Thüringse leger aan, dat vanuit het noorden optrok om koning Hendrik III in zijn veldtocht tegen het hertogdom Bohemen te ondersteunen. Hij drong met succes verder tot over de Eger, maar door het ongeluk van het koninklijke leger (haar nederlaag in de Eerste Slag bij Chlumec) evenwel tot de omkeer gedwongen. In het volgende jaar kon door de vereniging van beide voor Praag  hertog Břetislav I tot onderwerping worden gedwongen. "Fidelissimum fidelem nostrum" ("trouwste onzer getrouwen") noemde Hendrik III hem in een oorkonde uit 1041.
Toen hij op 24 januari 1046 onverwachts stierf, liet hij een groot deel van zijn bezittingen na aan de koning.